# İskilip dolması
İskilip dolması (dolma d'İskilip en turc) és un plat turc originari d'İskilip i comú a Çorum i a la seva província. No té res a veure amb la dolma. Es tracta d'un plat d'arròs amb carn vermella, generalment d'ovella o de xai fet en un kazan (marmita turca), que es cuina tota una nit a foc lent. La técnica de cocció utilitzada és mixta: amb la carn es fa un estofat amb cebes dins del kazan i l'arròs es cuina al vapor a sobre de la carn, dins d'un sac de gènere. Es tanca el kazan i la major part de la seva boca és segellada amb massa per a no perdre el vapor. S'utilitza arròs turc de la regió. Per a servir, primer l'arròs (pilav) s'aboca en plats de coure (recipients amb "tapa" anomenats lenger, vegeu la imatge) i seguidament la carn es posa a sobre. Tradicionalment s'acompanya amb una beguda local anomenada sirke salatası (lit. amanida de vinagre) que és una varietat més líquida de cacık.
L'İskilip dolması, o la "dolma" com s'anomena en la regió, generalment es fa la nit anterior a les festes o pels casaments. Algunes fonts la troben semblant a l'Ankara tava.